# ビリー・ライレージム
ビリー・ライレー・ジム（Billy Riley's gym）は、イギリス・ランカシャー地方のウィガンにかつて実在し、幾多の名レスラーを輩出したランカシャー・スタイル・レスリングのジム。
スネーク・ピット（The Snake Pit / 蛇の穴）の通称でも呼ばれる。

## 概要
1950年代初頭にビリー・ライレーが創立。当時のウィガンは炭鉱の町として栄え、ランカシャーレスリング（通称「キャッチ・アズ・キャッチ・キャン」）の盛んな土地柄で、力自慢の炭鉱夫達はランカシャー・レスリングで「ストリートファイト賞金マッチ」に出場し、猛者として名が知れていたビリー・ライレーにこぞって挑戦した。
そんな大柄で腕自慢の挑戦者達を次々と打ち負かし大金を手にしたビリー・ライレーは、母親に家をプレゼントしたうえに設立したのがこのビリー・ライレー・ジムである。
息子のアーニー・ライレーや、ジャック・デンプシー、ジョン・ウォリー、ジョー・ロビンソン、その弟のボブ・ロビンソン（ビリー・ジョイス）などが練習し、全盛期には狭いジムながら30人程のレスラー達が激しいトレーニングを積んでいた。
1951年頃、カール・ゴッチが入門し、以後3年間程トレーニングを積む。ゴッチは最初のスパーリングで師範代ビリー・ジョイスにわずか1分程でサブミッションを極められてしまったことから、入門を決意したという。
ビリー・ライレー・ジムの出身者はシュートレスリングを習得した者として知られた。いたるところに炭鉱の穴があった当時のウィガンにおいて、倒されても蛇のようにしつこく攻撃をかけ続けるファイトスタイルが特徴的であったことから、ビリー・ライレー・ジムは「スネーク・ピット（蛇の穴）」として恐れられるようになった。しかし、次第にトレーニング・マシンを使ったトレーニング・ジムが主流となる。また、フリースタイルレスリングのルールが整備されサブミッションが禁止されていったことにより、伝統的で危険なトレーニングのビリー・ライレー・ジムはレスラー達に敬遠されるようになり徐々に衰退した。
1977年に創設者のビリー・ライレーが死去するとジムはさらに衰退。しかし1989年にヨークシャー・テレビジョンがドキュメンタリー番組『FIRST TUESDAY: The WIGAN HOLD』を放映すると、これがきっかけとなりイギリスのスポーツ評議会がランカシャー・レスリングへの支援を表明。
1990年、火災によりビリー・ライレー・ジムは焼失してしまうが、以後はライレー・ジムの出身者であるロイ・ウッドが当地にアスプル・オリンピック・レスリング・クラブを設立し、後進の指導に当たっている。
また、伝説の名レスラーとして知られ、ライレー・ジム出身のビル・ロビンソンは1999年より2008年まで日本に居住し、宮戸優光と共に東京都にあるU.W.F.スネークピットジャパン（現：C.A.C.C.スネークピットジャパン）で指導している他に、2007年には松並修が京都府にライレー・ジム京都を設立し指導に当たっている。宮戸や松並とは別に、鶴見五郎も1973年に欧州へ武者修行に赴いた際、短期間ではあるがライレー・ジムに入門しランカシャー・レスリングを学び、生前その技術を自身が経営していたトレーニングジムにて希望者へ指導している。

## 主な出身者・関係者
- ビリー・ジョイス（一番弟子、師範代）
- カール・ゴッチ
- ビル・ロビンソン
- バート・アズラティ
- ブルーノ・アーリントン（ジム出身者では異色のラフファイター。1969年に国際プロレスに来日）
- ロイ・ウッド（後年の指導者）
- ピーター・ソーンリー（初代ケンドー・ナガサキ）[5]
- レス・ソントン（元NWA世界ジュニアヘビー級王者）
- スティーブ・ライト（初代タイガーマスクの好敵手）
- ダイナマイト・キッド（出身者ではないが、トレーニングを受けている）[6]

※ピート・ロバーツもジム出身者であるとされていたが、近年のインタビューで本人は否定している。

## 出身レスラーの特徴
ビリー・ライレー・ジムはランカシャー・スタイルのレスリングを基本にしているため、出身レスラーはスープレックス等の投げ技を得意とする。またシュート（真剣勝負）に対してもプライドを持っているため、これに応じる。カール・ゴッチやビル・ロビンソンなどは、通常のプロレスがシュートに発展してしまい殺伐とした闘いになることが度々あった。
ファイトスタイルは立ち技・寝技両方得意で、蛇のようにしつこく絡みつく。